# Í takt við tímann
Í takt við tímann é um filme de drama islandês de 2004 dirigido e escrito por Ágúst Guðmundsson. Foi selecionado como representante da Islândia à edição do Oscar 2006, organizada pela Academia de Artes e Ciências Cinematográficas.

## Elenco
- Gísli Marteinn Baldursson
- Helga Braga Jónsdóttir - Urður
- Andrea Gylfadóttir - Verðandi
- Ragnhildur Gísladóttir - Harpa Sjöfn Hermundardóttir
- Jakob Magnússon - Frímann Flygering
- Stefan B. Onundarson
- Hrönn Steingrímsdóttir - Skuld